# 햇빛 사냥 (2002년 드라마)
《햇빛 사냥》은 2002년 3월 25일부터 2002년 5월 14일까지 방송했던 KBS 2TV 월화 드라마였다.

## 등장 인물

### 주요 인물
- 김호진 : 강동욱(28세) 역 - 특별한 직업은 없지만 하는 일은 많은 백수
- 김지수 : 송희주(24세) 역 - 지방의 한 호화 리조트, 객실 담당 종업원
- 하지원 : 박태경(24세) 역 - 희주와 함께 리조트에서 일하는 프런트 담당 종업원
- 지성 : 이승준(30세) 역 - 승혜의 남동생. 보석디자이너

### 그 외 인물
- 최철호 : 이무용(30세) 역 - 고물트럭으로 전국을 누비며 꽃을 파는 남자
- 이응경 : 이승혜(35세) 역 - 강남에서 고급 보석점을 경영하는 이혼녀
- 송채환 : 임영애(33세) 역 - 가출한 주부
- 김규철 : 강인욱(33세) 역 - 동욱의 친형. 현재 청소 보조원
- 박성웅 : 문도식 역 - 전직 경찰. 현재 무위도식
- 장태성 : 김재혁 역 - 취미 삼아 소매치기를 하는 백수
- 장항선 : 심달근 역 - 청소부. 동욱 형제의 죽은 아버지와 친구
- 김동주 : 이숙자 역 - 심씨의 아내. 달동네 구멍가게
- 한가인 : 부잣집 딸 역
- 신충식 : 은혜 부 역
- 김갑수
- 양형호